# Газета по-киевски
Газета по-киевски (укр. Газета по-київськи) — міська суспільно-політична газета. Входила в національну мережу міських газет медіагрупи «Прес-Центр». 22 червня 2011 року припинила виходити в друкованій версії..

## Історія
Перший номер газети вийшов 23 січня 2003 року. З травня 2004 року почала виходити щоденно 5 разів на тиждень, а 24 вересня 2005 року додався ще й суботній номер.
В лютому 2006 року почав роботу інтернет-сайт «Газета по-киевски ONLINE». Того ж року було прийнято рішення про запуск подібних міських газет у найбільших містах України — відкрились газети у Дніпропетровську та Харкові, а наступного року — в Одесі, Львові та Донецьку.
За друге півріччя 2008 року сайт газети налічував понад 3,5 мільйонів унікальних відвідувачів, які переглянули бл. 33 млн сторінок. Через фінансові труднощі, спричинені світовою економічною кризою, видання знову почало виходити 5 разів на тиждень.
19 лютого 2011 року видання опублікувало статтю про те, що живе спілкування президента Януковича з українським народом є ретельно спланованим. Після виходу статті рахунки видання було заблоковано, фінансову діяльність призупинено. А вже 11 березня того ж року випуск газети було призупинено внаслідок конфлікту між головним редактором київського видання Сергієм Тихим та відповідальним за друковані активи інвестора Олександром Ткаченком. Інвестор пояснював свої дії збитковістю проєкту, а шеф-редактор у своєму відкритому листі заявив, що конфлікт є наслідком «незадоволення зверху» через згадану вище статтю, а також через інші критичні до чинної влади публікації. В підсумку Сергія Тихого було звільнено, а 13 квітня на його місце призначили Олексія Газубея (в минулому головного редактора таблоїда «Блік», який припинив існування за кілька місяців до цього — румунські інвестори закрили його через збитковість). «Газета по-киевски» на кілька тижнів відновила друковане існування (за винятком регіональних видань).
22 червня 2011 року вийшов останній номер «Газеты по-киевски». Згідно із заявою медіагрупи «Прес-Центр», причиною стали великі фінансові претензії на бренд газети з боку екс-редактора Сергія Тихого, який одразу ж виступив зі спростуванням цієї інформації.

## Мережа
- Газета по-днепровски (Дніпропетровськ, з 1 серпня 2006)
- Газета по-донецки (Донецьк, з 6 грудня 2007)
- Газета по-львівськи (Львів, з 6 грудня 2007)
- Газета нашего района (з 30 березня 2007; проєкт, що об'єднував 10 інформаційних газет із районними новинами)
- Газета по-одесски (Одеса, з 5 квітня 2007)
- Газета по-харьковски (Харків, з 9 листопада 2006)